# RS14 Stavanger
RS14 Stavanger är ett räddningsfartyg byggd för norska Redningsselskapet 1901 efter ritningar av Colin Archer. Hon var i tjänst till 1937.

## Historia
RS14 Stavanger stationerades på Titran i Tröndelag 1901, som en följd av katastrofen 1899 då 29 fartyg förliste och 140 fiskare omkom i en svår orkan. Räddningsfartyget blev kvar på Titran ända till 1938 då hon såldes till Jul Nielsen och användes som fritidsbåt.
Jul Nielsen var en erfaren sjöman och seglade fartyget över Atlanten, i Medelhavet, i Nordsjön och längs hela norska kusten. RS14 blev den mest kända veteranbåten i norska farvatten. Efter flera omfattande renoveringar såldes RS14 till Stiftelsen Tollerodden och blev ett museifartyg vid det gamla varvet i Larvik.